# Wienerfilharmonikernas nyårskonsert 1968
Wienerfilharmonikernas nyårskonsert 1968 räknas som den 28:e nyårskonserten från Wien och ägde rum den 1 januari 1968 i Wiens Musikverein. Den dirigerades för 14:e gången gången av Willi Boskovsky. Det var den tionde nyårskonserten vars 2:a del sändes på TV via Eurovision. Det sändes också för tredje gången på Intervision, TV-föreningen för de tidigare socialistiska staterna.

## Historia

### Allmän bakgrund
Strikt räknat var det Wienerfilharmonikernas 23:e nyårskonsert, eftersom det inte var förrän 1946 som Josef Krips introducerade denna titel, som behölls 1947 och därefter. Dessutom var det den 29:e Årsskifteskonserten, för vid årsskiftet 1939/40 gavs det en Außerordentliches Konzert (extraordinär konsert) av Wienerfilharmonikerna, som dock ägde rum på nyårsafton 1939. Från 1941 dirigerades den av Clemens Krauss, med undantag för åren 1946 och 1947 då Krauss förbjöds att dirigera på grund av sin närhet till nazistregimen och ersattes av Josef Krips.
Efter Clemens Krauss död 1954 valdes Willi Boskovsky enhälligt av orkestermedlemmarna till positionen som permanent dirigent för nyårskonserten, som han dirigerade för första gången 1955 (och fram till 1979). Willi Boskovsky är ihågkommen för att han dirigerade om inte hela, så åtminstone stora delar av konserten (mestadels valserna), med violinstråken och fiolen vilande på höften och upprepade gånger med sitt fiolspel förmådde orkestern att anamma hans speciella spelstil
förde den till hakan för att överföra sin egen violinrelaterade fart till orkestern.
Nyårskonserten 1968 präglades av det faktum att Willi Boskovsky, efter avbrottet av publikens applåder i inledningen av valsen An der schönen blauen Donau, talade till Europa och övriga världen med nyårshälsningar, och detta formulerades på 19 olika språk av en medlem av Wienerfilharmonikerna; det sista engelska "Gott nytt år" önskades av Boskovsky själv.
Enskilda musikstycken ackompanjerades av balettinspelningar. Medlemmar ur baletten i Wiener Staatsoper dansade och koreografin gjordes av Dia Luca. Det fanns detta år ingen presentatör som vid konserten 1967.
Även i denna konsert fanns det humoristiska inslag, som inte nödvändigtvis var bestämda i förväg. Det mest anmärkningsvärda var att Wienerfilharmonikernas slagverkare, Franz Brošek, dök upp i extranumret Auf der Jagd i en jägarkostym, avlossade det sista skottet och sedan bar ett vildsvin över scenen.

### TV-sändning
Den andra delen av nyårskonserten sändes på TV. Det var ett Eurovision-program gemensamt producerat av österrikiska ORF och schweizisk TV. 
Genom ett samarbete 1966 med Intervision – en institution jämförbar med Eurovision i dåtidens socialistiska länder – som ORF och även finsk TV tillhörde, sändes Wienerfilharmonikernas Nyårskonsert till Tjeckoslovakien, Östtyskland, Rumänien och Ungern. Polen valde att inte sända det.
Förutom i Österrike sändes programmet i Belgien, Västtyskland, Frankrike, Storbritannien, Italien, Nederländerna, Sverige, Schweiz, Finland, Norge, Spanien, Danmark, Luxemburg och Jugoslavien. Nya länder var Portugal och Irland. Totalt sändes det i 20 länder.

## Program

### 1:a delen
1. Johann Strauss den yngre: Ouvertyr  till operetten Prinz Methusalem*
2. Johann Strauss den yngre: Bei uns z'Haus (Vals för manskör och orkester), op. 361**
3. Johann Strauss den äldre: Beliebte Annen-Polka, op. 137*
4. Josef Strauss: Frauenherz (Polka Mazur), op. 166
5. Johann Strauss den yngre: Freikugeln (Polka schnell), op. 326
6. Josef Strauss: Sphärenklänge (Vals), op. 258

### 2:a delen
1. Johann Strauss den yngre: Ouvertyr  till operetten Die Fledermaus
2. Josef Strauss: Mein Lebenslauf ist Lieb´und Lust (Vals), op. 263
3. Johann Strauss den yngre: Explosions-Polka (Polka schnell (sic)), op. 43***
4. Josef Strauss: Brennende Liebe (Polka française), op. 129
5. Josef Strauss: Eingesendet (Polka (schnell)), op. 240
6. Johann Strauss den yngre: Kaiser-Walzer, op. 437
7. Johann Strauss den yngre: Napoleon-Marsch, op. 156*
8. Johann Strauss den yngre och Josef Strauss: Pizzicato-Polka
9. Josef Strauss: Feuerfest (Polka française), op. 269

### Extranummer
1. Johann Strauss den yngre: Auf der Jagd (Polka schnell), op. 373
2. Johann Strauss den yngre: An der schönen blauen Donau (Vals), op. 314
3. Johann Strauss den äldre: Radetzkymarsch, op. 228

Verkförteckningen och verkens ordning finns på Wienerfilharmonikernas webbplats.
De verk markerade med * stod för första gången på programmet till en Nyårskonsert.
**: En manskör deltog inte i konserten, angivelsen "för manskör" har endast en förklarande karaktär..
*** Explosions-Polka är ingen Polka schnell (Snabb polka) i egentlig mening, den beteckningen använde Johann Strauss den yngre först med op. 281 (Vergnügungszug (Polka schnell)).